# Lake Rippowam
Lake Rippowam – jezioro w Stanach Zjednoczonych, w stanie Nowy Jork, w hrabstwie Westchester. Jego powierzchnia wynosi 35 akrów (0,14 km2), lustro wody położone jest 145 m n.p.m. Jest połączony kanałem z jeziorem Oscaleta.